# Рожкао
Рожкао (абаз. Рашвкъауа, кабард.-черк. Рашукъуауэ, карач.-балк. Рожкао) — река в России, протекает в Урупском районе Карачаево-Черкесии. Длина реки — 12 км, площадь водосборного бассейна — 55,3 км².
Начинается на восточном склоне хребта Дженту под названием Левая Рожкао. Течёт в восточном направлении по ущелью, поросшему еловым лесом. Устье реки находится в 66 км по левому берегу Большой Лабы в посёлке Рожкао на высоте 937 метров над уровнем моря.
Основные притоки — Нарзанка (лв), Правая Рожкао (пр), Пцицерка (лв) и ручей Пцицер (лв).

## География
На реке расположен одноимённый населённый пункт — Рожкао.

## Данные водного реестра
По данным государственного водного реестра России относится к Кубанскому бассейновому округу, водохозяйственный участок реки — Лаба от истока до впадения реки Чамлык. Речной бассейн реки — Кубань.
Код объекта в государственном водном реестре — 06020000712108100003472.